# Ella Jenkins
Ella Jenkins (* 6. August 1924 in St. Louis, Missouri; † 9. November 2024) war eine US-amerikanische Musikerin aus dem Bereich der Kindermusik, die als „First Lady of Children's Music“ bekannt geworden ist.

## Biografie
Ella Jenkins wuchs in Chicago auf und ging 1948 nach Kalifornien. Als sie zufällig Kinder in einer Freizeitanlage ansprach und ihnen Tipps beim Tischtennisspielen gab, wurde sie vom Betreiber des recreation centers bemerkt und eingestellt. Daneben machte sie am San Francisco State College einen Bachelor-Abschluss in Soziologie. 1951 kehrte sie nach Chicago zurück und arbeitete als Organisatorin bei der YWCA.
Bei einer ihrer Veranstaltungen bekam sie eine Einladung für die Kinderfernsehsendung The Totem Club. Dort wurde sie regelmäßiger Gast und begann, dafür eigene Songs zu komponieren. Als Moses Asch von Folkways Recordings ihr anbot, ihre Lieder auf Schallplatte zu veröffentlichen, kündigte sie bei YWCA und wurde professionelle Musikerin. Ihr Debütalbum Call and Response: Rhythmic Group Singing erschien 1957.
In über 50 Jahren veröffentlichte Ella Jenkins um die 30 Alben mit Kinderliedern, in denen es auch um die Erziehung und Unterrichtung der Kinder ging. Ihr bekanntestes Album ist You'll Sing a Song and I'll Sing a Song aus dem Jahr 1966. Bis ins hohe Alter trat sie bei Konzerten und Veranstaltungen auf und musizierte mit Ukulele und Mundharmonika. Sie vereinte Musik von allen sieben Kontinenten und entwickelte in ihren Liedern ein typisches Rede-Antwort-Muster (Call and Response). Sie veranstaltete auch Lehrgänge mit dem Titel Adventures in Rhythm, in denen sie anderen Musikerziehern ihre Erfahrungen mit dem Aufbau von Kindermusik vermittelte.
Ella Jenkins wurde vielfach ausgezeichnet und für ihr Schaffen geehrt. 2004 erhielt sie als bislang einzige Künstlerin aus dem Bereich der Kindermusik den Grammy Lifetime Achievement Award für ihr Lebenswerk von der Vereinigung der US-amerikanischen Musikindustrie.
Im  November 2024 verstarb sie im Alter von 100 Jahren.

## Einzelbelege
1. ↑  Ella Jenkins Biography (Memento vom 30. Dezember 2013 im Internet Archive), Warren Truitt, About.com
2. ↑  Ella Jenkins - National Visionary, Biografie beim National Visionary Leadership Project

| Personendaten    | Personendaten                  |
| ---------------- | ------------------------------ |
| NAME             | Jenkins, Ella                  |
| KURZBESCHREIBUNG | US-amerikanische Folkmusikerin |
| GEBURTSDATUM     | 6. August 1924                 |
| GEBURTSORT       | St. Louis, Missouri, USA       |
| STERBEDATUM      | 9. November 2024               |